# Microsoft Office 2016
Chronologie des versions
Microsoft Office 2013 Microsoft Office 2019
Microsoft Office 2016 est une version de la suite Microsoft Office qui est sortie le 22 septembre 2015. 
Cette version complète cohabite avec Office Mobile, qui est proposé gratuitement sur les tablettes de moins de dix pouces et les smartphones sous Windows 10.
Office 2016 est disponible en version perpétuelle et l'était en abonnement via Office 365 pour les particuliers et pour les entreprises. Office 365 est actuellement composé des logiciels Office 2021.

## Nouveautés

### Office pour Windows
Cette nouvelle version est plus orientée vers le cloud que la précédente et apporte les nouveautés suivantes :
- la visualisation des modifications réalisées par d'autres collaborateurs en temps réel.
- un accès direct pour la création, la modification et l'enregistrement de fichiers dans le Cloud.
- un assistant Tell Me (pour l'affichage de propositions en fonction d'un mot clé)

Mais une nouveauté esthétique est tout de même présente avec le retour du thème sombre (inclus dans Office 2010 mais pas dans Office 2013) qui aurait pour but de reposer les yeux du blanc considéré comme agressif visuellement.
Le mécanisme DLP a été étendu pour permettre aux administrateurs de créer des règles d'édition et de partage,.

#### Nouveautés dans Word 2016
La nouvelle version de Word apporte les fonctionnalités suivantes :
- Recherche intelligente (recherche sur Internet directement dans Word).
- Collaboration en temps réel (affichage des modifications que chaque personne a apporté au document en temps réel).
- Équations manuscrites (insertion d’équations mathématiques converties en texte).
- Partage simplifié sur OneDrive, OneDrive Entreprise et SharePoint.

Elle améliore également l'historique des versions du fichier.

#### Nouveautés dans Excel 2016
La nouvelle version d'Excel apporte les fonctionnalités suivantes :
- Six nouveaux types de graphiques : Compartimentage, Rayons de soleil, Cascade, Histogramme, Pareto, Zone et valeur
- Obtention de requêtes provenant de bases de données
- Établissement de prévisions en un clic
- Cartes 3D (outil de visualisation géospatiale en 3D)
- Nouveaux modèles financiers
- Tableaux croisés dynamiques améliorés
- Partage des analyses avec Power BI
- Effectuer des actions rapidement à l’aide de la fonctionnalité Rechercher
- Équations manuscrites (insertion d’équations mathématiques converties en texte)
- Nouveaux thèmes
- Protection contre la perte de données dans Excel

Elle améliore également l'historique des versions du fichier et simplifie la mise en forme des formes.  
Partage simplifié sur OneDrive, OneDrive Entreprise et SharePoint  

#### Nouveautés dans PowerPoint 2016
La nouvelle version de PowerPoint apporte plusieurs fonctionnalités, parmi lesquelles :
- Nouveau type de transition (Morph), qui permet de fluidifier les animations, les transitions et les mouvements d’objets dans les diapositives
- Nouveau service Concepteur PowerPoint, qui génère automatiquement diverses idées pour améliorer la lisibilité des diapositives
- Six nouveaux types de graphiques : Compartimentage, Rayons de soleil, Cascade, Histogramme, Pareto, Zone et valeur
- Équations manuscrites (insertion d’équations mathématiques converties en texte)
- Partage simplifié sur OneDrive, OneDrive Entreprise et SharePoint
- Nouveaux thèmes

Elle améliore également l'historique des versions du fichier et simplifie la mise en forme des formes.
La recherche a été améliorée pour permettre une utilisation fiable et rapide.

#### Nouveautés dans Outlook 2016
La nouvelle version d'Outlook apporte plusieurs fonctionnalités, parmi lesquelles :
- Ajout d'une liste regroupant les éléments récents pour les fichiers joints
- Ajout des groupes au lieu des listes de distribution
- Fonctionnalité Courrier pêle-mêle pour trier les messages à basse priorité
- Ajout des polices Chinois et Japonais
- L'internationalisation des adresses de messagerie (EAI) pour envoyer et recevoir du courrier quelle que soit la langue des adresses de messagerie impliquée

La recherche a été améliorée pour permettre une utilisation fiable et rapide.

#### Nouveautés dans OneNote 2016
La nouvelle version de OneNote apporte plusieurs fonctionnalités, parmi lesquelles :
- Insertion de vidéos dans une page
- Prise de notes directement sur le web
- Envoi de notes par courrier électronique
- Capture de contenu sur le web avec Clipper
- Capture d'images sur téléphone avec Office Lens

#### Nouveautés dans Project 2016
La nouvelle version de Project apporte plusieurs fonctionnalités, parmi lesquelles :
- Chronologies plus flexibles
- Contrôle plus étroit de la planification des ressources
- Fonctionnalité Rechercher améliorée
- Nouveaux thèmes

#### Nouveautés dans Access 2016
La nouvelle version d'Access apporte plusieurs fonctionnalités, parmi lesquelles :
- Fonctionnalité Rechercher améliorée
- Nouveaux thèmes
- Exportation d’informations de sources de données liées vers Excel
- 5 modèles de base de données remaniés
- Plus grande boîte de dialogue Afficher la Table
- Fonctionnalités d’application web Access à venir pour les clients locaux SharePoint

### Office pour Mac
Uniquement disponible pour OS X Yosemite ou ultérieur, cette nouvelle version apporte une mise à jour de l'interface utilisateur (les rubans, la prise en charge des écrans Retina), permettant une uniformisation entre les versions Mobile, Tablette, Windows et Web.

## Comparaison
|                                 | Produit vendu séparément | offres Office 2016                       | offres Office 2016        | offres Office 2016             | offres Office 2016           | Software Assurance | abonnements à Office 365                       | abonnements à Office 365   | abonnements à Office 365             | abonnements à Office 365     | abonnements à Office 365     | abonnements à Office 365     |
| Office Famille et Étudiant 2016 | Produit vendu séparément | Office Famille et Petite Entreprise 2016 | Office Professionnel 2016 | Office Professionnel Plus 2016 | Office Mondo 2016            | Office 365 Famille | Office 365 Personnel                           | Office 365 Université      | Office 365 Business                  | Office 365 Business Premium  | Office 365 ProPlus           |                              |
| ------------------------------- | ------------------------ | ---------------------------------------- | ------------------------- | ------------------------------ | ---------------------------- | ------------------ | ---------------------------------------------- | -------------------------- | ------------------------------------ | ---------------------------- | ---------------------------- | ---------------------------- |
| Disponibilité                   | Varie                    | Retail, OEM                              | Retail                    | Retail                         | Licences en volume           | Licences en volume | Abonnement                                     | Abonnement                 | Abonnement                           | Abonnement                   | Abonnement                   | Abonnement                   |
| Nombre maximal d'utilisateurs   |                          | 1                                        | 1                         | 1                              | contrat de licence           | contrat de licence | tous les utilisateurs d'un foyer               | 1                          | 1                                    | 300                          | 300                          | Illimité                     |
| Installations par utilisateur   |                          | 1                                        | 1                         | 1                              | contrat de licence           | contrat de licence | 5 PC ou Mac partagés par tous les utilisateurs | 1 PC ou Mac                | 2 ordinateurs et 2 appareils mobiles | 5                            | 5                            | 5                            |
| Usage commercial autorisé ?     | Oui                      | Non                                      | Oui                       | Oui                            | Oui                          | Oui                | Non                                            | Non                        | Non                                  | Oui                          | Oui                          | Oui                          |
| Tablettes et smartphones        |                          |                                          |                           |                                | 5 tablettes et 5 smartphones |                    | 5 tablettes et 5 smartphones                   | 1 tablette et 1 smartphone | 2 tablettes et 2 smartphones         | 5 tablettes et 5 smartphones | 5 tablettes et 5 smartphones | 5 tablettes et 5 smartphones |
| Stockage OneDrive               |                          | 5 Go                                     | 5 Go                      | 5 Go                           | 1 To par utilisateur         |                    | 1 To par utilisateur                           | 1 To par utilisateur       | 1 To par utilisateur                 | 1 To par utilisateur         | 1 To par utilisateur         | 1 To par utilisateur         |
| Logiciels toujours à jour       |                          |                                          |                           |                                |                              | Oui                | Oui                                            | Oui                        | Oui                                  | Oui                          | Oui                          | Oui                          |
| Support Microsoft               |                          |                                          |                           |                                |                              | Oui                | Oui                                            | Oui                        | Oui                                  | Oui                          | Oui                          | Oui                          |
| Word                            | Oui                      | Oui                                      | Oui                       | Oui                            | Oui                          | Oui                | Oui                                            | Oui                        | Oui                                  | Oui                          | Oui                          | Oui                          |
| Excel                           | Oui                      | Oui                                      | Oui                       | Oui                            | Oui                          | Oui                | Oui                                            | Oui                        | Oui                                  | Oui                          | Oui                          | Oui                          |
| PowerPoint                      | Oui                      | Oui                                      | Oui                       | Oui                            | Oui                          | Oui                | Oui                                            | Oui                        | Oui                                  | Oui                          | Oui                          | Oui                          |
| OneNote                         | Oui                      | Oui                                      | Oui                       | Oui                            | Oui                          | Oui                | Oui                                            | Oui                        | Oui                                  | Oui                          | Oui                          | Oui                          |
| Outlook                         | Oui                      | Non                                      | Oui                       | Oui                            | Oui                          | Oui                | Oui                                            | Oui                        | Oui                                  | Oui                          | Oui                          | Oui                          |
| Publisher                       | Oui                      | Non                                      | Non                       | Oui                            | Oui                          | Oui                | Oui                                            | Oui                        | Oui                                  | Oui                          | Oui                          | Oui                          |
| Access                          | Oui                      | Non                                      | Non                       | Oui                            | Oui                          | Oui                | Oui                                            | Oui                        | Oui                                  | Oui                          | Oui                          | Oui                          |
| Skype Entreprise                | Oui                      | Non                                      | Non                       | Non                            | Oui                          | Oui                | Non                                            | Non                        | Non                                  | Non                          | Oui                          | Oui                          |
| Project Éditions multiples      | Oui                      | Non                                      | Non                       | Non                            | Non                          | Oui                | Non                                            | Non                        | Non                                  | Non                          | Non                          | Non                          |
| Yammer                          | Oui                      | Non                                      | Non                       | Non                            | Non                          | Non                | Non                                            | Non                        | Non                                  | Non                          | Oui                          | Non                          |

Il est possible que certains produits Office ne soient pas inclus dans certains forfaits commerciaux, dépendant du choix du client. Par exemple, Yammer est parfois inclus avec Office 365 Pro Plus.

## Disponibilité
La version grand public a été rendue disponible le 22 septembre 2015. Depuis cette date, les abonnés Office 365 peuvent y passer gratuitement. Les possesseurs des anciennes versions doivent acheter une clé d'activation pour en profiter.

## Éditions
La version Windows comprend cinq éditions (en prenant en compte les offres Office 365) et la version Mac comprend trois éditions.
- Famille et Étudiant : cette suite inclut seulement les applications de base : Word, Excel, PowerPoint et OneNote[18].
- Famille et Petite entreprise : cette suite inclut les applications de base ainsi que le logiciel Outlook.
- Standard : cette suite, uniquement disponible en licences en volume, inclut les applications de base ainsi que les logiciels Outlook et Publisher.
- Professionnel : cette suite inclut les applications de base ainsi que les logiciels Outlook, Publisher et Access.
- Professionnel Plus : cette suite, uniquement disponible en licences en volume, inclut les applications de base ainsi que les logiciels Outlook, Publisher, Access et Skype Entreprise.
- Office Mondo : cette suite comprend Word, Excel, Access, Outlook, OneNote, PowerPoint, Publisher, Skype Entreprise, OneDrive Entreprise, Project, Visio.